# Сур'я намаскара
Сур'я-намаскара (санскр. सूर्य नमस्कार, Sūrya namaskār IAST «вітання Сонцю»). Сур'я-намаскара — послідовний комплекс вправ йоги, котрий складається з пранаям, асан, мантр і медитацій. Комплекс поєднує у собі вправи на розтягування переднього і заднього медіану тіла. «Комплекс вітання сонця» — ще одна поширена назва цього комплексу.
Виконання комплексу розглядатись також, як ритуал поклоніння сонцю, як джерелу енергії. Мовою йоги: практика сур'я-намаскара пробуджує сонячні сторони людини для розвитку свідомості.
Сур'я-намаскара — одна з найвідоміших технік хатха-йоги. Сур'я-намаскара —  це найбільш часто вживана методика для підтримки здорового, енергійного, активного життя. Комплекс включає в себе сильну аеробну дію: при його виконанні використовується 34 % максимального кисневого резерву. При регулярній практиці сприяє розвитку гнучкості тіла.

До фізичної частини практики відноситься послідовне виконання 12 асан, що пов'язані між собою. Кожна асана супроводжується або видихом, або вдихом (тільки на 6-тій асані дихання затримується). Повний комплекс сур'я-намаскара налічує 12 асани, тобто по 6 асан в кожній половині, які розрізняються лише положенням першої виставленої ноги. У різних школах послідовність, дихання, зміну ніг трактують по різному.
Існує подібний комплекс —  вітання місяця «Чандра-Намаскар».

## Походження
Саме словосполучення «Сур'я-намаскара» згадувалось ще у давніх першоджерелах, але означало лише набір дій для привітання божества. Це був релігійний обряд, анімізм, а не фізична практика, що сприяє розвитку.
«Сур'я-намаскара» як комплекс асан хатха-йоги створено не раніше 20-го століття. Комплекси з фізичними вправами, згадуються пізніше в працях Свамі Шівананди, у «Десяти пунктах на шляху до здоров'я» Шрімад Баласахіба раджі Аунтхі (видана на Хінді в 1928 р.), в "Йога-макаранде "1934 р Шрі Тірумалаі Крішнамачар'ї. Невідомо, чи Кріншнамачарья дізнався про комплекс від своїх попередників, чи розробив його сам. Дослідник Норман Сьуоман згадує більш ранній текст — «Вьяяма-Діпіка», 1896 (Vyayama Dipika, Elements of Gimnastic Exercises, Indian System by S. Bharadwaj або «Прояснення фізичних вправ»), де згадується схожий набір вправ для індійських борців, але без назви, пов'язаної з сонцем.

## Послідовність виконання
У різних школах можлива різна послідовність виконання асан. В першу чергу варто вивчити асани, їх послідовність виконання, особливості. Потім можна перейти до синхронізації асан із вдихом/видихом. А також за бажанням додати мантри.
| №  | Назва асани              | Альтернативна назва асани                | Опис асани | Дихання              | Ілюстрація       |
| -- | ------------------------ | ---------------------------------------- | --- | -------------------- | ---------------- |
| 1  | Пранамасана              | молитовна поза                           | Пряма спина, стопи разом, руки з'єднані перед грудьми.                                                                          | Повний вдих та видих | Pranamasana      |
| 2  | Хаста Уттанасана         | поза з піднятими руками                  | Піднімаючи руки над головою, стаємо на носочки стоп, долоні повернуті вперед.                                                   | з вдихом             | Hasta uttanasana |
| 3  | Падахастасана            | поза лелеки                              | Опустити ноги на стопи. Опустити руки на підлогу перед ступнями або на ступнях.                                                 | видихаючи            |                  |
| 4  | Ашва Санчаланасана       | поза наїзника                            | Ліву ногу (жінкам) відсунути назад, праву зігнути в коліні, долоні торкаються підлоги, лікті прямі.                             | з вдихом             |                  |
| 5  | Парватасана              | поза планки чи поза гори                 | Праву ногу відсунути до лівої, випрямитися в попереку.                                                                          | видихаючи            |                  |
| 6  | Перехідна поза, Баласана | поза дитини                              | З парватасани опустити сідниці на п'яти.                                                                                        | з вдихом             |                  |
| 6  | Аштанга Намаскара        | поза поклоніння з вісьмома точками       | Проковзнути з баласани, поклавши на підлогу вісім точок: підборіддя, груди, обидві долоні, обидва коліна і пальці обох ступнів. | видихаючи            |                  |
| 7  | Урдхва Мукха Шванасана   | поза собаки мордою догори                | Випрямити руки з аштанга намаскар, не змінюючи положення долонь і ступнів. Вигнути задню поверхню тіла від п'ят до маківки.     | з вдихом             |                  |
| 8  | Адхо Мукха Шванасана     | поза собаки мордою донизу або поза кішки | Підняти таз, притягуючи живіт до стегон                                                                                         | видихаючи            |                  |
| 9  | Ашва Санчаланасана       | поза вершника                            | Повторення четвертої пози з упором на другу ногу                                                                                | з вдихом             |                  |
| 10 | Падахастасана            | «нахил з опусканням рук до ніг»          | Аналогічна третій позі | видихаючи            | \| \|            |
| 11 | Урдхва Хастасана         | «поза з піднятими руками і прогином»     | Аналогічна другій позі | з вдихом             | Hasta uttanasana |
| 12 | Пранамасана              | «поза молитовника»                       | Аналогічна першій | вдих видих           | Pranamasana      |
|    |                          |                                          | |                      |                  |

Після виконання Хаста Уттанасани з видихом повертаємося в Пранаманасану, і повторюємо весь набір асан починаючи з іншої ноги. У різних школах йоги, різна послідовність асан, в деяких 12-а поза перетікає в першу в новому колі.
Тобто якщо в описаній вище схемі четвертою асаною була Ашва Санчаланасана з правою ногою витягнутою назад, то тепер ця асана виконується з кроком назад лівою ногою. Цей комплекс бажано проводити на сході Сонця (бажано стоячи обличчям до Сонця), так як вважається, що воно буде надавати енергію.
Є варіант, де описані асани складають половину кола, де в другій половині з 12 кіл у позах 4, 9 змінюється нога. Важливо виконувати вправи на порожній шлунок, через 3-4 годин після прийняття їжі. Взагалі, Сур'я-намаскара сприятливо впливає на травлення.
Негнучкість, брак координації і тенденція до напруги можуть бути усунені повільним виконанням вправи з увагою до приймається положення і розслабленням в кожній позиції.
Сурья і Чандра намаскар, як динамічний комплекс йоги можна робити з затримкою дихання, що прискорює ефект за більш короткий час, та потребує більшої концентрації. Принцип узгодження асани з диханням той самий, що й в статичній позі. Різниця динамічного комплексу від звичайного в тому, що вихід з асани одночасно стає входом в іншу асану, і виконується на цільному вдиху і видиху. При тривалій і старанній практиці, йог може виконати весь комплекс на одному диханні повністю розкриваючи відповідні енергетичні канали.

## Мантри
Далі, при підвищенні концентрації уваги під час виконання асан, можна переводити увагу на чакри і проговорювати мантри під час виконання комплексу. Кожна мантра відповідає конкретному знаку зодіаку.
| №  | Мантра                     | Переклад                               | Біджа-мантра |
| 1  | Ом Мітрайа Намаха          | вітання всеспільному другу             | ОМ ХРАМ      |
| 2  | Ом Равайе Намаха           | вітання, тому хто світить              | ОМ ХРИМ      |
| 3  | Ом Сур'я Намаха            | вітання тому, хто індукує активність   | ОМ ХРУМ      |
| 4  | Ом Бханаве Намаха          | вітання тому, хто опромінює            | ОМ ХРАЙМ     |
| 5  | Ом Бхагайя Намаха          | вітання тому, хто рухається через небо | ОМ ХРАУМ     |
| 6  | Ом Пушне Намаха            | вітання дающему силу і харчування      | ОМ ХРАХА     |
| 7  | Ом Хіранья Гарбхайа Намаха | вітання золотій космічній персоні      | ОМ ХРАМ      |
| 8  | Ом Марічайе Намаха         | вітання промінням Сонця                | ОМ ХРИМ      |
| 9  | Ом Адітьяйа Намаха         | вітання сину Адіті                     | ОМ ХРУМ      |
| 10 | Ом Савітре Намаха          | вітання тому, хто стимулює силу Сонця  | ОМ ХРАЙМ     |
| 11 | Ом Аркайа Намаха           | вітання тому, хто гідний похвали       | ОМ ХРАУМ     |
| 12 | Ом Бхаскарайа Намаха       | вітання тому, хто веде к просвітленню  | ОМ ХРАХА     |

## Протипоказання
Обмежень щодо віку немає, але люди похилого віку повинні уникати перенавантаження.
Рекомендується не практикувати комплекс при:
- підвищеному кров'яному тиску, коронарної артеріальної недостатності;
- тим, у кого був параліч;
- при грижі або кишковому туберкульозі;
- після 12 тижнів при вагітності;
- протягом 40 днів після пологів.

При проблемах з хребтом в деяких випадках виконання можливо з дозволу лікаря.
Повний список протипоказань аналогічний списку протипоказань до занять йогою.
У будь-якому випадку навіть у здорової людини виконання комплексу не повинно ставати джерелом напруги.

## Зноски
1. 1 2 3 4 5 6 7 8  Свами Сатьянанда Сарасвати (2007). Сурья Намаскара. Мінськ: Ведантамала. с. 6-9. ISBN ISBN 987-3517-04-9. {{cite book}}: Перевірте значення |isbn=: недійсний символ (довідка)
2. ↑  Вільям Брод (2013). Научна йога. Демістифікація. Ріпол Классік. с. 136—416. ISBN ISBN 978-5-386-05831-9.. Архів оригіналу за 3 грудня 2018. Процитовано 3 грудня 2018. {{cite book}}: Перевірте значення |isbn=: недійсний символ (довідка)
3. ↑  Хейсо. Архів оригіналу за 3 грудня 2018.
4. ↑  Алексей Константинов. Методология Кришнамачарьи. Инструменты, история, идеология.
5. ↑  Йогические традиции Майсорского дворца (англ) . Delhi: Abhinav publications. 1999. с. 53—112. ISBN 81-7017-389-2. Архів оригіналу за 7 березня 2016. Процитовано 3 грудня 2018.
6. ↑  Келли Макгонигал. (№ 57 ноябрь-декабрь). солнечный круг. Архів оригіналу за 16 березня 2015. [Архівовано 2015-03-16 у Wayback Machine.]
7. 1 2 3  Сафронов Андрей Григорьевич (20). Йога: физиология, психосоматика, биоэнергетика (вид. Izd. 3-e, ispr). Harʹkov: Ritm-Plûs. с. 132—133, 148, 247. ISBN 9789662079463. OCLC 1034644022.
8. ↑  Міжнародна школа йоги. Архів оригіналу за 30 листопада 2018.